# Michael Greenberg
Michael Greenberg  (* 1952) ist ein US-amerikanischer Schriftsteller.
Greenberg wuchs als Sohn eines Altmetallhändlers in New York City auf. Nach seinem Studium war er einige Zeit als Dolmetscher für Spanisch tätig und arbeitete in verschiedenen Gelegenheitsjobs. 2008 erschien (im Verlag Other Press) sein Werk Hurry Down Sunshine, in dem er die psychische Erkrankung seiner Tochter Sally in literarischer Form protokollierte. Die deutsche Übersetzung (von Hans-Christian Oeser) erschien 2009 unter dem Titel Der Tag an dem meine Tochter verrückt wurde bei Hoffmann und Campe. 2009 veröffentlichte er mit Beg, Borrow, Steal ein autobiografisches Werk über sein Schriftstellerleben in der Metropole New York. Unter dem Titel Betteln, Borgen, Stehlen erschien die deutsche Übersetzung 2010 bei Hoffmann und Campe.
Greenberg schreibt als Kolumnist für die Zeitschriften The Times Literary Supplement, The Village Voice, The New York Review of Books und  Boston Review.

## Werke
- Hurry Down Sunshine. Other Press, New York 2008
- Beg, Borrow, Steal. Other Press, New York 2009